# Beatriz (football)
Pour les articles homonymes, voir Beatriz.
Beatriz, de son nom complet Beatriz Zaneratto João, née le 17 décembre 1993 à Araraquara, est une joueuse internationale brésilienne de football évoluant au poste d'attaquante au club de Current de Kansas City.

## Biographie

### En club
Beatriz rejoint dès l'âge de 13 ans, l'équipe de Ferroviária. En 2010, elle déménage pour jouer pour le Santos FC, championne en titre de la Copa Libertadores Femenina. En février 2013, Beatriz et sa coéquipière de Vitória das Tabocas, Thaísinha, ont annoncé qu'elles avaient accepté un transfert au club sud-coréen des Steel Red Angels. En Corée du Sud, Beatriz remporte sept fois consécutivement le championnat entre 2013 et 2019.